# Monte Romo
Monte Romo è un distretto della Costa Rica facente parte del cantone di Hojancha, nella provincia di Guanacaste.